# 495 г. пр.н.е.

## Събития

### В Азия

#### В Персийската империя
- Цар на Персийската (Ахеменидска) империя e Дарий I (522 – 486 г. пр.н.е.).[1]
- Йонийско въстание:
  - Тежкото поражение на персийците в Кария предната година създава патова ситуация между тях и въстаниците, която продължава през тази година.[2]

### В Европа

#### В Гърция
- Филип е архонт в Атина (495/494 г. пр.н.е.)

#### В Римската република
- Консули (495/494 г.пр.н.е.) са Апий Клавдий Сабин Инрегиленсис и Публий Сервилий Приск Структ.
- На майските иди (15 май) центурионът Марк Леторий освещава храма на Меркурий в Рим.[3]
- Броят на трибите е увеличен до двадесет и една.[4]
- Сигниа е колонизирана отново.[5]
- По това време волските отново контролиран Кора и Суеса Помеция.[6]

## Родени
- Перикъл, е древногръцки политик, управлявал Атина през втората половина на 5 век пр.н.е. (умрял 429 г. пр.н.е.)

## Починали
- Тарквиний Горди, последен цар на Рим
- Питагор, древногръцки математик и философ, създател на религиозно-философската школа на питагорейството (роден ок. 570 г. пр.н.е.)